# Медвеж'єгорський район
Медвеж'єгорський район (карел. Karhumäen piiri) — адміністративно-територіальна одиниця (район) та муніципальне утворення (муніципальний район) у складі Республіки Карелія Російської Федерації.
Адміністративний центр — місто Медвеж'єгорськ.

## Географія
Площа району — 13694,6 км².
Розташований у східній частині Середньої Карелії.
Межує з Кондопозьким, Суоярвським, Сегезьким, Муезерським та Пудозьким районами Республіки Карелія та на сході з Архангельською областю .
У північній частині Онезького озера знаходяться Південний Оленячий острів і острів Кіжі.

## Клімат
Клімат м'який, поєднує ознаки континентального та морського. Середня температура січня –11.9 °C, липня +15.7 °C.

## Історія
Утворено відповідно до декрету ВЦВК 29 серпня 1927 року у складі Автономної Карельської РСР.
У 1930 році до Медвеж'єгорського району було приєднано Повенецький район. У 1945 році території Вожмосалмської, Вигозерської, Койкіницької сільрад району передано новому Сегезькому району.
У 1955 році до складу району увійшла територія Сегозерського району (з одночасною передачею Римської та Кодозерської сільрад Пудозькому району), а в 1959 році — територія Заонезького району.

## Населення
Національний склад
За підсумками перепису населення 2020 року проживали такі національності (національності менше 0,1 % та інше, див. у виносці до рядка «Інші») :
| Національність | Чисельність, чол. | Частка   |
| -------------- | ----------------- | -------- |
| Росіяни        | 22 012            | 91,31 %  |
| Карели         | 518               | 2,15 %   |
| Білоруси       | 338               | 1,40 %   |
| Українці       | 227               | 0,94 %   |
| Поляки         | 62                | 0,26 %   |
| Таджики        | 54                | 0,22 %   |
| Фіни           | 50                | 0,21 %   |
| Вірмени        | 37                | 0,15 %   |
| Азербайджанці  | 30                | 0,12 %   |
| Інші           | 780               | 3,24 %   |
| Разом          | 24 108            | 100,00 % |

## Місцеве самоврядування
Структуру органів місцевого самоврядування муніципального району утворюють :
- представницький орган муніципального району — Рада муніципального району;
- голова муніципального району;
- адміністрація муніципального району.

До структури органів місцевого самоврядування муніципального району може входити контрольно-рахунковий орган муніципального району як постійно діючий орган зовнішнього муніципального фінансового контролю.

## Адміністративний поділ
У Медвеж'єгорський муніципальний район входять 9 муніципальних утворень, зокрема 3 міських поселення і 6 сільських поселень.

## Населені пункти
У Медвеж'єгорському районі 147 населених пунктів (включаючи 6 населених пунктів у складі міста або смт).

## Символіка

Герб Ведмежогорського району

Офіційний герб Медвеж'єгорського району Республіки Карелія затверджено Рішенням Ради Медвежьегорського району № 89 від 22 травня 2018 р. і внесено до Державного геральдичного регістру РФ за № 11892.
Опис герба :
|  | В лазоревом (синем, голубом) поле золотая гора, завершённая вверху луковичными куполами, уменьшающимися от центра к краям, обременённая чёрным идущим медведем. Щит увенчан муниципальной короной установленного образца |

Символіка герба є відображенням топоніміки району Медвежа Гора. Золота гора, завершена цибулинними куполами, що зменшуються від центру до країв, з одного боку символізує назву району, з іншого, його головну пам'ятку — пам'ятки дерев'яної архітектури. На території Медвежогорського району знаходиться всесвітньо відомий музейний комплекс «Кіжі».
Золото (жовтий колір) — символ постійності, міцності, великодушності, сонячного світла, а також це колір спила дерева, що нагадує про те, що Медвеж'єгорський район знаменитий своїми пам'ятниками дерев'яного зодчества, що належать до золотого фонду російського мистецтва.
Лазур (синій, блакитний колір) — символ світу, краси, піднесених устремлінь, а також це колір водної гладі Онєги, що омиває Медвеж'єгорський район.
Корона встановленого зразка є статусним елементом, що символізує ранг муніципального утворення як муніципального району.

## Економіка
Основна спеціалізація району — заготівля деревини та деревообробка, сільське господарство (молочне та м'ясо-молочне тваринництво, кормове виробництво, картоплярство).
Ступінь освоєння території середня. Загальна протяжність залізниць та автошляхів — близько 1250 км. Густота дорожньої мережі — на 1 км — 0,09 км.

## Районна газета
Перший номер районної газети «Діалог» (редактор Н. І. Єрмолович) побачив світ 16 січня 1991.

## Визначні пам'ятки
На території району знаходяться пам'ятники історико-культурної спадщини, серед яких — Кізький цвинтар.

## Відомі уродженці
- Ригачин Микола Іванович (1919—1945) — Герой Радянського Союзу, народився в селі Задня.
- Рябов Михайло Тимофійович (1914—1995) — Герой Радянського Союзу, народився в селі Рябово.